# Ugandas folkkongress

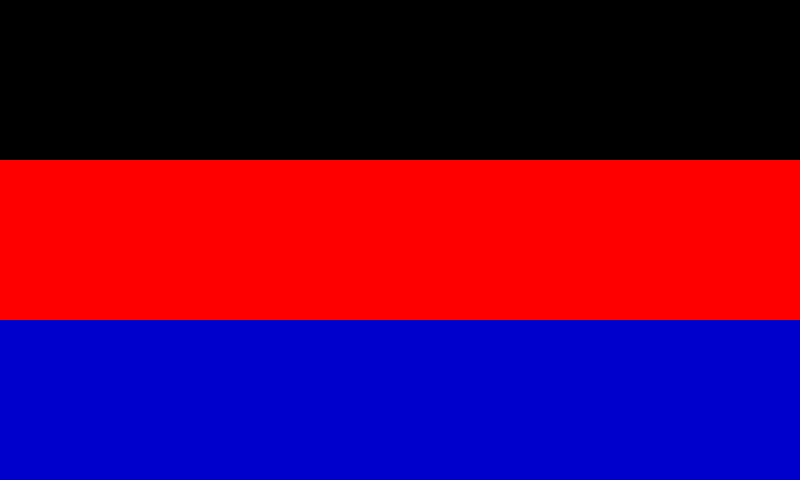
Partiets flagga.

Ugandas folkkongress (UPC), engelska: Uganda People's Congress, är ett politiskt parti i Uganda. Partiet grundades 1960 av Milton Obote som ledde självständighetskampen och som sedermera blev president i två omgångar representerande partiet.